# Карпенко Василь Васильович
Васи́ль Васи́льович Карпе́нко (10 лютого 1961, Овруч — 17 січня 2015, Докучаєвськ) — підполковник Збройних сил України, заступник командира батальйону, 10-й батальйон територіальної оборони.

## Життєпис
Навчався у школі № 4 м. Овруч.
1982 року закінчив Костромське вище військове командне училище хімічного захисту. Працював командиром окремого батальйону радіаційного, хімічного та біологічного захисту 30-ї бригади, Новоград-Волинський гарнізон.
По закінченні служби пішов у відставку.
Після оголошення першої хвилі мобілізації — доброволець, у складі 10-го батальйону територіальної оборони Житомирської області. Проводив бойову підготовку новобранців, чимало часу присвятив формуванню батальйону.
У середині липня 2014 р. батальйон вирушив із Новограда до Запоріжжя, а з вересня — у Херсонську область, на Арабатську стрілку, село Чонгар. Там військові близько пів року захищали кордон, разом із прикордонниками. Коли через негоду на Херсонщині звалило багато дерев та позривало дахи з будинків, Карпенко разом із батальйоном першим прийшов на допомогу з ліквідації наслідків.
17 січня 2015-го загинув у бою під Докучаєвськом. Машина, в якій він їхав, натрапила на ворожий блокпост поблизу смт Оленівка (Волноваський район). Першим під кулю снайпера потрапив офіцер 72-ї бригади Віктор Сігаєв, який зголосився показати безпечну дорогу. Карпенко прикрив собою водія (мобілізованого хлопця було поранено, але він вижив), наказавши рятуватися з-під обстрілу, а сам викликав вогонь на себе. Після тривалої перестрілки був вражений мінометним вогнем.
10 днів доля Карпенка лишалася невідомою. Його мобільний потрапив до рук бойовиків, тож була надія, що він десь у полоні. Знайти й упізнати тіло допомогли волонтери.
Без Василя залишилися дружина, дві дорослі доньки.
Похований у місті Звягель, міське кладовище, сектор почесних поховань «Алея слави».

## Нагороди та вшанування
- Указом Президента України № 568/2015 від 5 жовтня 2015 року, «за особисту мужність і високий професіоналізм, виявлені у захисті державного суверенітету та територіальної цілісності України, вірність військовій присязі», нагороджений орденом Богдана Хмельницького III ступеня (посмертно)[2].
- Вшановується в меморіальному комплексі «Зала пам'яті», в щоденному ранковому церемоніалі 17 січня[3][4].